# Mel Brooks
Melvin James Brooks (* 28. června 1926, Brooklyn, USA), vlastním jménem Melvin Kaminsky, je americký režisér a herec.

## Život
Narodil se 28. června 1926 jako nejmladší syn soudního úředníka Maxe Kaminského a dělnice v textilce Kate (roz. Brookmanové). Oba rodiče byli židovské národnosti, otcova rodina pocházela z města Danzig v Německém císařství (dnes Gdańsk v Polsku), rodina jeho matky byla z Kyjeva (dnes Ukrajina). Od dětství měl hudební talent, hrál na bicí a klavír. Maturoval na Eastern District High School, v roce 1944 narukoval do armády a vystudoval Virginia Military Institute. Do konce války sloužil na základnách v Belgii a Německu, službu skončil ve Fort Dixu v New Jersey.
Svoji práci u filmu zahájil jako scenárista v roce 1951 v Your Show of Shows. V roce 1952 napsal skeče k revue Leonarda Sillmama New Faces of 1952 a ve stejném roce také scénář k muzikálu All-American. V letech 1955 a 1957 se dočkal spolunominace na cenu Emmy za nejlepší scénář (Caesar´s Hour) a v roce 1956 za nejlepší scénář estrádní nebo situační komedie. V 60. letech spolupracoval s Carlem Reinerem. Výsledkem jejich spolupráce byla alba The 2000 Year Old Man, za která byli v letech 1960 a 1961 nominováni na cenu Grammy. V roce 1963 napsal scénář k oscarovému animovanému snímku The Critic. Jeho režijní prvotinou se stal film Producenti, ke kterému si také napsal scénář. V roce 1968 za něj obdržel Oscara. Od 70. let se zaměřoval především na parodie, ve kterých také sám vystupoval. V roce 1998 obdržel cenu Emmy, když hostoval v seriálu Jsem do tebe blázen. Mel Brooks je zároveň jedním z mála lidí, který získal všechna hlavní ocenění – Tony Award, Emmy, Grammy a Oscara. V roce 1980 založil produkční společnost Brooksfilms Limited.

## Herecká tvorba

### Filmy
- 2005 – Producenti
- 2005 – Roboti
- 2003 – Římské jaro paní Stoneové
- 2002 – Vánoční příběh
- 2000 – Sex, lögner & videovåld – video film
- 1999 – O kolečko víc
- 1998 – Princ egyptský
- 1996 – Caesar's Writers
- 1995 – Drákuloviny
- 1994 – Malí uličníci
- 1994 – Mlčení šunek
- 1993 – Bláznivý příběh Robina Hooda
- 1991 – Život pod psa
- 1990 – Kdopak to mluví 2
- 1987 – Spaceballs
- 1983 – An Audience with Mel Brooks
- 1983 – Být či nebýt
- 1981 – History of the World: Part I
- 1979 – The Muppet Movie
- 1979 – The Muppets Go Hollywood
- 1977 – Závrať naruby
- 1976 – Němý film
- 1975 – The 2000 Year Old Man
- 1974 – Free to Be... You & Me
- 1974 – Mladý Frankenstein
- 1974 – Ohnivá sedla
- 1970 – Annie, the Women in the Life of a Man
- 1970 – Dvanáct křesel
- 1967 – Producenti
- 1963 – The Critic

### Seriály
- 2008 – Spaceballs: The Animated Series
- 1992 – Jsem do tebe blázen
- 1971 – The Electric Company

## Režijní tvorba
- 1995 – Drákuloviny
- 1993 – Bláznivý příběh Robina Hooda
- 1991 – Život pod psa
- 1987 – Spaceballs
- 1983 – An Audience with Mel Brooks
- 1981 – History of the World: Part I
- 1977 – Závrať naruby
- 1976 – Němý film
- 1974 – Mladý Frankenstein
- 1974 – Ohnivá sedla
- 1970 – Dvanáct křesel
- 1967 – Producenti